# Donald Campbell

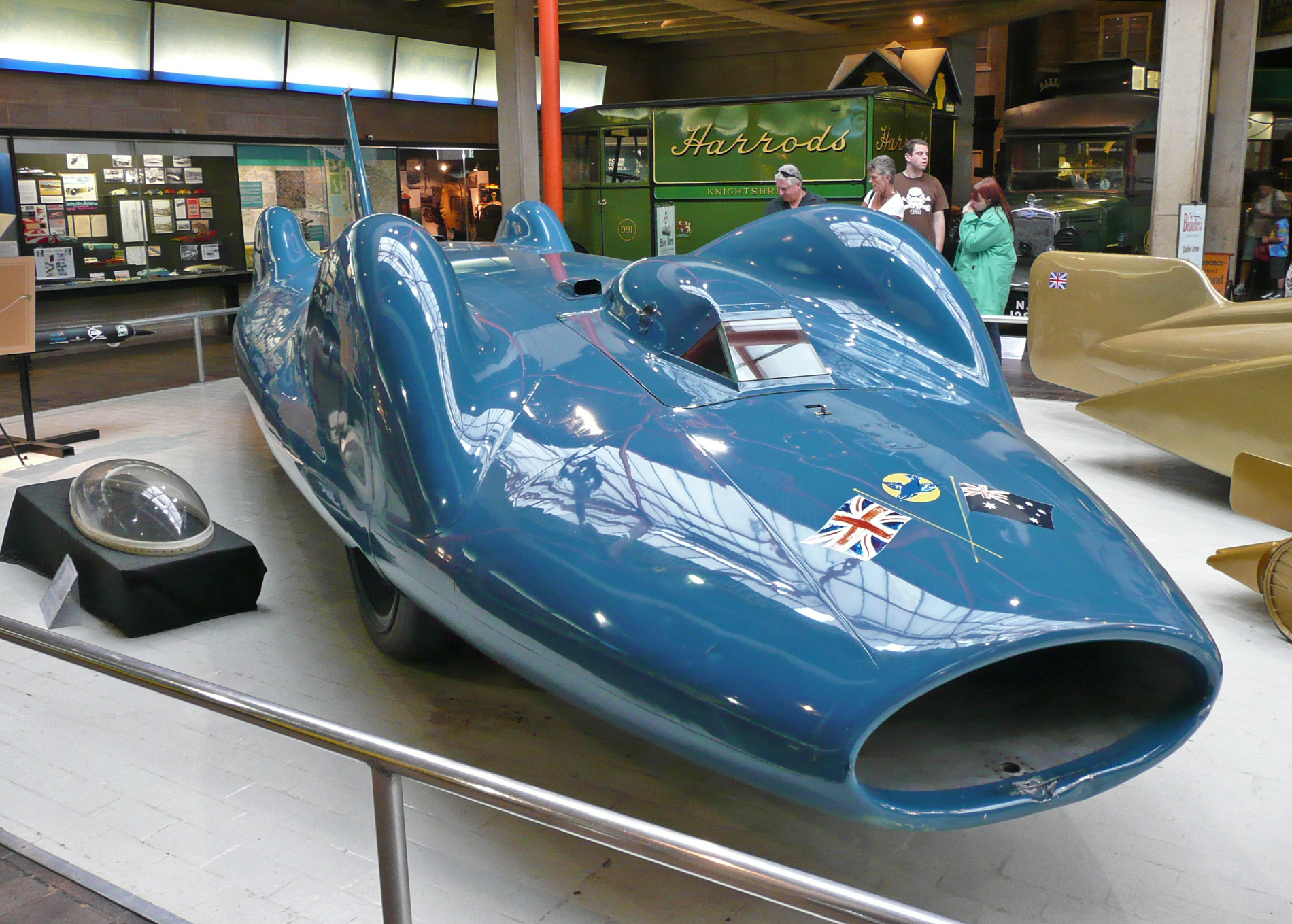
Speciál Bluebird-Proteus CN7, na němž Donald Campbell vytvořil jeden ze svých rychlostních rekordů

Donald Malcolm Campbell (23. března 1921 – 4. ledna 1967) byl britský automobilový závodník, tvůrce nových rychlostních rekordů. V 50. letech vytvořil takových rekordů osm, čímž si vysloužil značnou popularitu, jejímž důkazem je i 89. místo v anketě 100 největších Britů z roku 2002. Kromě silničních rychlostních rekordů se věnoval i rychlostním rekordům na vodě, v roce 1964 byl jako dosud jediný člověk držitelem rychlostního rekordu na souši i na vodě. Většinu svých rekordů vytvořil na speciálech Bluebird. Zahynul při havárii během jednoho ze svých pokusů o rekord na vodní hladině.